# South Fork (Pensilvania)
South Fork es un borough ubicado en el condado de Cambria en el estado estadounidense de Pensilvania. En el año 2000 tenía una población de 1,138 habitantes y una densidad poblacional de 852 personas por km².

## Geografía
South Fork se encuentra ubicado en las coordenadas 40°21′54″N 78°47′26″O / 40.36500, -78.79056.

## Demografía
Según la Oficina del Censo en 2000 los ingresos medios por hogar en la localidad eran de $30,144 y los ingresos medios por familia eran $34,531. Los hombres tenían unos ingresos medios de $25,375 frente a los $16,563 para las mujeres. La renta per cápita para la localidad era de $13,298. Alrededor del 12% de la población estaba por debajo del umbral de pobreza.